# Mesochorus spessartaeus
Mesochorus spessartaeus là một loài tò vò trong họ Ichneumonidae.